# David Broome
Pour les articles homonymes, voir Broome (homonymie).
David Broome est un cavalier de saut d'obstacles britannique né le 1er mars 1940 à Cardiff.

## Palmarès
- 1960 : médaille de bronze individuelle aux Jeux olympiques de Rome en Italie avec Sunslave.
- 1961 : médaille d'or individuelle aux championnats d'Europe d'Aix-la-Chapelle en Allemagne avec Sunslave.
- 1967 : médaille d'or individuelle aux championnats d'Europe de Rotterdam aux Pays-Bas avec Mr Softee.
- 1968 : médaille de bronze individuelle aux Jeux olympiques de Mexico au Mexique avec Mr Softee
- 1969 : médaille d'or individuelle aux championnats d'Europe de Hickstead en Grande-Bretagne avec Mr Softee.
- 1970 : médaille d'or individuelle aux championnats du monde à La Baule en France avec Beethoven.
- 1977 : médaille d'argent par équipe  aux championnats d'Europe de Vienne.
- 1978 : médaille d'or par équipe aux championnats du monde à  Aix-la-Chapelle en Allemagne avec Philco.
- 1979 : médaille d'or par équipe aux championnats d'Europe de Rotterdam aux Pays-Bas.
- 1983 : médaille d'argent par équipe aux championnats d'Europe de Hickstead en Grande-Bretagne.
- 1990 : médaille de bronze par équipe aux Jeux équestres mondiaux de Stockholm en Suède avec Lannegan.
- 1991 : médaille d'argent par équipe aux championnats d'Europe de La Baule en France.